# ザ・ワイドショー
ザ・ワイドショーは、1994年1月14日から1994年3月18日まで、日本テレビ系列で毎週金曜20:00 - 20:54（JST）に全9話が放送された、日本テレビ制作のテレビドラマ。

## 概要
ウッチャンナンチャンを主演に据える形で制作された本作品は、日本テレビのドラマ班ではなくバラエティ班が制作を担当している。そのため内容はれっきとしたドラマでありながらも、作中にはバラエティ番組的な要素が随所に取り入れられており、なおかつワイドショースタッフを主軸に置いたドラマであるため、金曜のプライムタイムにそぐわないほどスキャンダラスかつ陰湿な内容が展開された。
その代表的な例の一つと言えるのが、作中番組として放送されるワイドショー『ラストワイド（LAST WIDE）』の存在である。『ラストワイド』は、他局がワイドショーを放送しない20時台を狙って新設されたワイドショーという設定のため、毎週ある中継シーンは放送時間中に生放送で撮影され、ドラマ中にも実際の生番組として挿入されている。司会は小島一慶と角田久美子が務め、当時日本テレビの本社が置かれていた日テレ麹町ビルのマイスタジオから放送した。『ラストワイド』の中で取り扱った内容には時事ネタも多く含まれており、当時の芸能ニュースのほか、悪魔ちゃん命名騒動で話題となっていた一家の出演などもあった。
こうした点などから、本作品は完全なフィクションではなく、番組の最後にも「フィクションは○%、ノンフィクションは○%…」というテロップが表示されている。第1話の記者会見シーンも、実際に本作品の制作発表の時に撮影されたもので、このシーンに登場するのも実際の記者たちである。この他、作中では重要とされる一部のセリフをテロップでも表現するシステムが併せて導入されていたが、こうしたノンフィクション部分、そしてセリフのテロップ表示は話が進むほど少なくなっていき、物語終盤の頃にはほとんどなくなった。
本作品では、当時日本テレビ系列で放送されていた他の番組と関連した試みも複数行われている。作中にて、内村光良演じる村上が『クイズ世界はSHOW by ショーバイ!!』にゲスト出演するというシーンは、実際に同番組の収録と同時進行でドラマ用の撮影が行われており、撮影ではオープニングから1問目までの収録部分を使うため、内村は1問目終了まで村上名義で出演し、ドラマでは使わない2問目以降は普通に内村として出演している。また、毎回作中には電波子2〜28号（『進め!電波少年』発のグループ）が様々な役で出演しており、それをスタッフがオーディション形式で審査し、エンディングで次回出演する電波子を勝ち残り形式で選出していた。最終回での決起集会のシーンのエキストラも、事前に『ウンナン世界征服宣言』で募集されたものである。
ネット局のうち、日本テレビ系列とフジテレビ系列のクロスネット局だった鹿児島テレビでは、本作品を最後に金曜20時台の日本テレビ系列ドラマ枠のネット受けを終了。これは1994年4月1日に鹿児島読売テレビ（KYT）が開局し、同局がフジテレビ系列フルネット局に移行することによる措置で、同局における本作品の後番組は『金曜ファミリーランド』（フジテレビ系列）となった。

## あらすじ
お笑い芸人から新ワイドショー番組『ラストワイド』のリポーターに転身した東山（南原）は、ストーカー化したファンに自宅マンションで強姦された新人女性アイドルの兄で、本人が所属する芸能プロダクションの社長・村上（内村）の記者会見を取材する。
村上と小学校時代の同級生だった東山は、当初は同情し、親身に付き合っていたが、村上は妹や東山の見合い相手でもある恋人の美由紀、さらには『ラストワイド』の敏腕女ディレクター・冴子をも巻き込んで奇怪な行動を繰り返す。次第にタレントの名前を売る為には手段を選ばず、妹の受難すら売名に利用する村上の本性が明らかになり、東山との対立を深めていく。どんな些細な事でもスクープにしようとするワイドショーのリポーターであることと、親友の裏切りに東山は苦悩する。やがてワイドショーとの確執のなか、自殺しようとした強姦魔を助けたことで村上はマスコミの注目の的となるが、その裏には……。

## スタッフ
- 脚本
  - 輿水泰弘
- 構成
  - 小山薫堂
  - そーたに
  - おちまさと
  - 都築浩
  - 海老克哉
  - 鮫肌文殊
  - 内村宏幸
- プロデュース
  - 水田伸生
  - 篠崎幸生
  - 船越太郎
- 総合演出
  - 土屋敏男
- 演出
  - 工藤浩之
  - 近藤泰教
  - 吉田使憲
- 企画協力
  - マセキ芸能社
- 制作協力
  - 日本テレビエンタープライズ
- 制作著作
  - 日本テレビ

## 出演者

### 「ラストワイド」スタッフ
東山一平
演 - 南原清隆
お笑いタレントから「ラストワイド」のリポーターに転身した。
加藤冴子
演 - 鈴木京香
ディレクター。
鷲見宗一郎
演 - 小坂一也
ベテラン芸能リポーター。
木田三郎
演 - 長谷川初範
プロデューサー。
倉橋薫
演 - 室井滋
構成作家。後に村上側に寝返る。
小島一慶、角田久美子
キャスター。小島は蝶ネクタイをし、角田は毎回意味もなくコスプレ姿で出演させられている。

### 村上維知夫とその周辺人物
村上維知夫
演 - 内村光良
芸能事務所「村上プロダクション」の社長。東山とは幼馴染。
小川美由紀
演 - 常盤貴子
OL。東山の見合い相手として紹介され、後に村上と結婚。
村上唯
演 - 笹峰愛
維知夫の妹で、村上プロ所属の新人アイドル。ストーリー前半のキーパーソン。
村上睦美
演 - 電波子6号
維知夫の前妻と愛人の間に生まれた隠し子。ストーリー後半のキーパーソン。

### その他
叉兵衛
演 - 神戸浩
謎の情報屋。
田口刑事
演 - 河原崎建三

ほか

## 歌
主題歌
「Rambling Rose」（作詞・作曲・歌：吉川晃司、編曲：吉田建・吉川晃司）
挿入歌
「ひとりぼっちのBirthday」（歌：笹峰愛、作詞：小山薫堂、作曲：後藤次利）
作中でも村上唯の楽曲として使われた。第8話でオリコンを訪れた村上に小池聰行が（村上唯のシングルとしての）CD売上の推移を見せるシーンがある。

## サブタイトル
1. 1st SCANDAL「こうしてすべてが始まった!」
2. 2nd SCANDAL「そして彼女は復活した!」
3. 3rd SCANDAL「だから私は殺された!」
4. 4th SCANDAL「ついに殺人疑惑が飛び出した!」
5. 5th SCANDAL「そして彼女は傷ついた!」
6. 6th SCANDAL「そうして俺は恋に陥ちた!」
7. 7th SCANDAL「そして最後の日がやってきた!」
8. 8th SCANDAL「最後のバトルが幕を開けた!」
9. Last SCANDAL「そしてまた逢う日まで!」